# Carolina Warberg
Carolina Fredrika Warberg, född 1828 i Karlskrona, död 2 februari 1879 i Nice, var en svensk målare och tecknare.
Hon var dotter till kommendören och stationschefen Carl Gustaf Warberg och konstnären Sophie Magdalena Söderdahl. Av Warbergs konstnärliga produktion i Sverige känner man till några få målningar bland annat ett porträtt av Maria Gustava Ehrenstam, gift Wrangel, och en blyertsteckning i Malin von Beskows album som förvaras vid Uppsala universitetsbibliotek samt en landskapsskildring på Ulriksdals slott.